# アメリカ合衆国著作権局

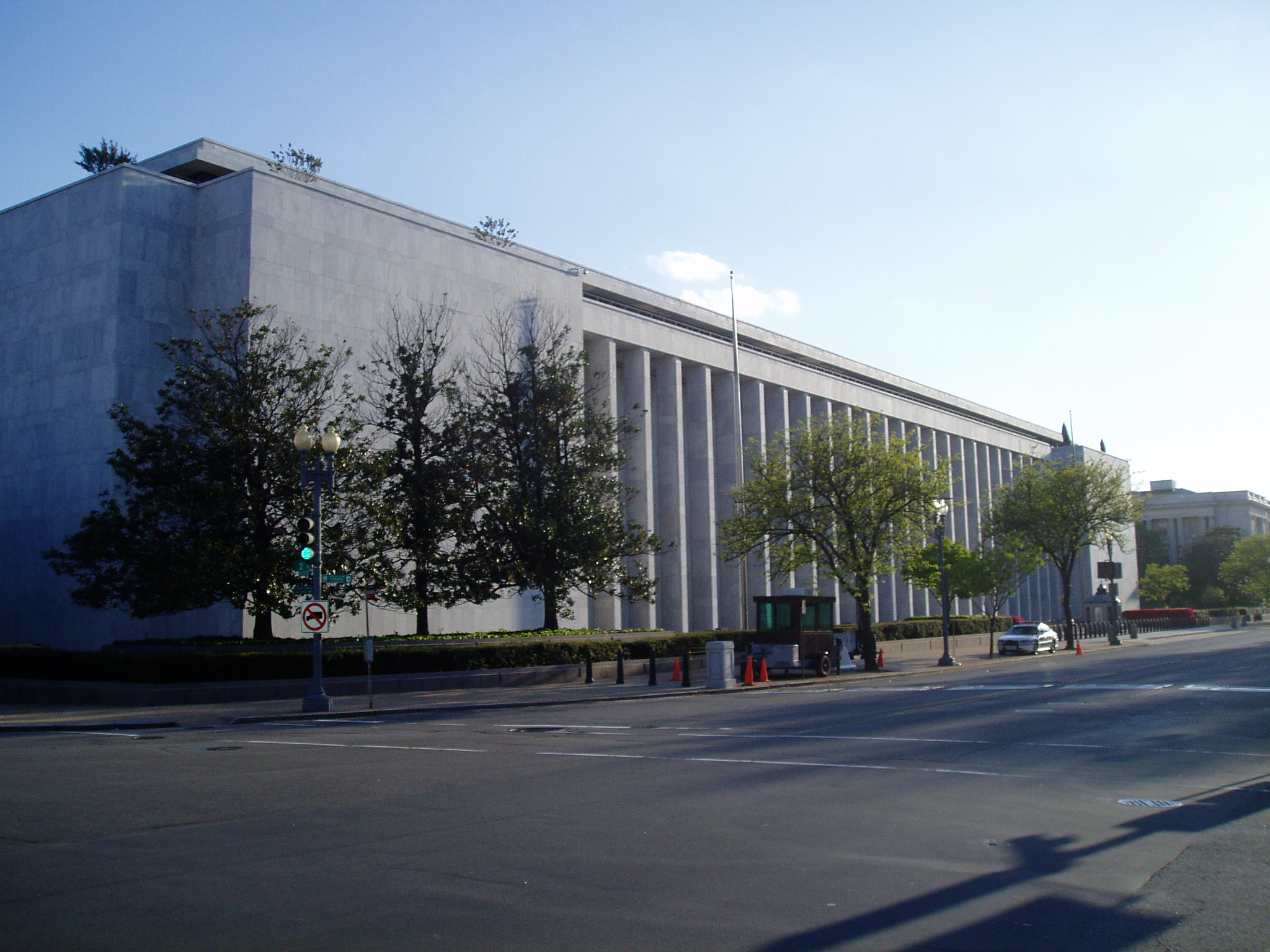
著作権局があるジェームズ・マディソン記念館

アメリカ合衆国著作権局（アメリカがっしゅうこくちょさくけんきょく、英語: United States Copyright Office）は、アメリカ合衆国の著作権法に定められた「著作権登録」を管理するアメリカ議会図書館の内部部局である。著作権のある作品の所有権の登録記録の検索などに利用される。著作権局の局長は、著作権登録官（Register of Copyrights）の肩書を持ち、2020年10月現在の局長は、2020年10月26日に就任したシラ・パールマッターである。

## 歴史
アメリカ合衆国憲法は、合衆国における著作権のシステムを確立する法律を制定する権限を議会に与えている。最初の著作権法は、1790年5月に制定された（2週間以内に最初の作品が登録された）。当初、申請された著作権は地方裁判所の書記官が登録していた。1870年、当時のアメリカ議会図書館長エインズワース・ランド・スポッフォードの指揮のもと、著作権に関する権限が議会図書館に集約された。1897年、著作権局は議会図書館の内部局となり、初代著作権登録官にはトーバル・ソルバーグが任命された。

## 機能
著作権局の使命は、効果的な国家著作権制度を管理・維持することにより、創造性を促進することである。著作権制度の目的は常に社会の創造性を促進することにあるが、著作権局の機能は以下のように拡大している。

### 著作権の管理
著作権局は、新規および更新された著作権の登録のために提出されたすべての申請書および供託書を審査し、著作権法の規定に基づく登録の可否を判断する。また、著作権の所有権に関連する文書を記録する。
著作権局は、登録されたすべての著作物の書誌的記述および著作権事実を記録する。著作権局が管理するアーカイブは、アメリカの文化的・歴史的遺産の重要な記録とされている。ジェームズ・マディソン記念館に展示されている著作権カードカタログには、約4,500万枚のカードが含まれており、1870年から1977年までの合衆国における著作権登録のインデックスを構成している。1977年以降の記録は、1,600万件以上のオンラインデータベースで管理されている。
著作権局は、アメリカ議会図書館の内部局として、立法府の一部をなしている。著作権局は、議会に対して著作権政策に関する助言を行い、また、議会の要請に応じて、国内および国際的な著作権政策の策定において議会に助言および支援を行い、法案を作成し、著作権関連事項に関する技術調査を行っている。
2014年5月1日より、特定のオフィスサービスの料金が更新され、著作権局の料金は2009年に更新された。特定の登録・記録および関連サービス、ならびに情報公開法のための特定の検索・審査の料金が増額された。また、2014年5月には、より多くの更新請求の提出を促し、著作権所有に関する公文書の改善を行うべく、一部の更新申請および補遺の料金が減額された。

### 著作権情報の提供
著作権局は、著作権やその他記録文書に関する情報提供や参照サービスを行っている。著作権局のNewsNetにて、公聴会、コメントの締め切り、新規および提案された規制、新刊、その他の著作権関連の出来事について定期的な電子メッセージを加入者に送信する無料の電子メーリングリストで、著作権局の動向を知ることができる。登録は著作権局のウェブサイトで行う。

### アメリカ議会図書館
1870年、合衆国議会は、著作権のシステムを議会図書館に集中させる法律を可決した。この法律では、一般に公開されている作品の著作者に対して、書籍、パンフレット、地図、印刷物、音楽など、登録されているすべての著作物のコピーを2部、議会図書館に預託することが義務付けられた。議会の情報ニーズに応えるため、議会図書館は世界最大の図書館であり、米国の事実上の国立図書館となっている。1億6,200万冊以上の書籍、写真、地図、フィルム、文書、録音物、コンピュータプログラムなどが保管されているこの図書館は、著作権システムの運用によって大きく成長し、このシステムによって、すべての著作物が図書館に預けられている。

### 職務内容
著作権局は、著作権法に関連する問題について、関心のある著作者、業界および図書館の代表者、弁護士会、その他の利害関係者と協議を行う。
著作権局は、国際著作権制度を通じ、海外における合衆国内の創作物の著作権保護の向上を推進している。1988年に、議会によって著作権局内に設立された、国際著作権研究所（International Copyright Institute）は、発展途上国や新興工業国の高級官僚に研修を提供し、海外での効果的な知的財産法とその執行の発展を奨励している。
また、ウェブサイトには、新しい著作権関連法に関する情報、デジタルミレニアム著作権法（DMCA）およびオンライン著作権侵害責任制限法（OCILLA）に基づく指定代理人のリスト、著作権使用料のアドホック仲裁人の著作権料率仲裁審判委員会（CARP）に関する情報が掲載されている。